# Koninklijke steden van Marokko
De Koninklijke steden van Marokko zijn de vier historische hoofdsteden van Marokko: Fez, Marrakesh, Meknes en Rabat.
Rabat is de huidige hoofdstad van Marokko.

## Fez
Fez werd tussen 789 en 808 gesticht door Idris I en was meermalen hoofdstad:
- onder de Idrisiden-dynastie, vanaf het begin van de 9e eeuw tot 974;
- onder de Meriniden-dynastie, van 1244 tot 1465;
- tijdens de 15e-eeuwse Idrisidische intermezzo, van 1465 tot 1471;
- onder de Wattasiden-dynastie, van 1471 tot 1554;
- onder de Saadi-dynastie, van 1603 tot 1627;
- tijdens het 17e-eeuwse Dila'itische intermezzo, van 1659 tot 1663;
- onder de Alaouite-dynastie, van 1666 tot 1672 en van 1727 tot 1912.

## Marrakesh
Marrakesh wordt beschouwd als een symbool van Marokko en de kracht van de Almoraviden en Almohaden. De stad werd gesticht in 1071 door Yusuf ibn Tashfin en was de hoofdstad voor de daaropvolgende twee eeuwen.
Marrakesh was de hoofdstad tijdens:
- de Almoraviden-dynastie, van 1071 tot 1147;
- de Almohaden-dynastie, van 1147 tot 1244;
- de Saadi-dynastie, met de prinsen van Tagmadert van 1511 tot 1554 en sultans van Marokko van 1554 tot 1659;
- de Alaouite-dynastie, in bepaalde periodes.

## Meknes
Meknes werd gesticht door de Alaouitische sultan Ismail Ibn Sharif (r.1672–1727), die de muren bouwde en er zijn hoofdstad van maakte.

## Rabat
Rabat werd gesticht door de Almohaden-kalief Yaqub al-Mansur om er zijn hoofdstad van te maken, maar na zijn dood werd dit plan opgegeven en bleef Marrakech de hoofdstad.
In de 18e eeuw werd Rabat door de Alaouitische sultan Muhammad ibn Abdallah aangewezen als koninklijke stad. Hij bouwde het Dar al-Makhzan-paleis, maar wees geen enkele stad als hoofdstad aan en woonde afwisselend in Rabat, Fez en Marrakesh.